# Мур'єта
Мур'єта (ісп. Murieta) — муніципалітет в Іспанії, у складі автономної спільноти Наварра. Населення — 364 особи (2009).
Муніципалітет розташований на відстані близько 280 км на північний схід від Мадрида, 45 км на південний захід від Памплони.

## Демографія
Динаміка населення (INE ):